# Mauro Mellini
Mauro Mellini (Civitavecchia, 10 febbraio 1927 – Roma, 5 luglio 2020) è stato un avvocato, politico e saggista italiano.
Fu parlamentare del Partito Radicale, di cui fu tra i fondatori.

## Biografia
Eletto deputato alle elezioni politiche del 1976, combatté le più note battaglie radicali per poi allontanarsi dal partito alla fine degli anni ottanta in concomitanza con la scelta del Partito Radicale di trasformarsi in soggetto transnazionale e di non partecipare più a competizioni elettorali italiane.
Successivamente ricoprì il ruolo di componente del Consiglio Superiore della Magistratura.
Editorialista e saggista, fu autore di numerosi scritti, in cui con vena polemica indagò sulle storture della legge. Il suo testo più noto è Così annulla la Sacra Rota (Samonà & Savelli), che contribuì fortemente all'approvazione della legge sul divorzio.
Nel 2006 fondò insieme ad Alessio Di Carlo il periodico on line GiustiziaGiusta, dedicato ai temi della giustizia in chiave garantista.
Fu uno dei primi e più strenui difensori del garantismo, a partire dal celebre caso Enzo Tortora.

## Opere
- L'annullamento facile (pseudonimo Simplicius), 1967.
- Così Annulla la Sacra Rota, Samonà e Savelli, 1969.
- Le sante nullità, Savelli, 1974.
- 1976 Brigate Rosse, operazione aborto, Savelli, 1974.
- La Rima nel Pugno, Partito Radicale Lazio, 1979.
- Eminenza la pentita ha parlato, I Ed., Pironti, 1982.
- Una Repubblica pentita, supplemento di Notizie Radicali, 1984.
- C'era una volta Montecitorio, EquiLibri, 1984.
- Il giudice e il pentito, Sugarco, 1986.
- Norme penali sull'obiezione di coscienza, Scipioni, 1987.
- Misure di prevenzione, Partito Radicale, 1987.
- La notte della giustizia, Stampa Alternativa, 1990.
- Eminenza la pentita ha parlato, II Ed., Adriatica Ancona, 1993.
- La bancarotta della giustizia, SIR, 1990.
- Il partito che non c'era, Adriatica Ancona, 1992.
- Il golpe dei giudici, Spirali/Vel, 1994.
- Toghe padrone, Spirali/Vel, 1996.
- E arrestarono Nicolò Nicolosi, Edi.De.Gi., 1997.
- Il Regime Gattopardo, Spirali/Vel, 1998.
- Nelle mani dei pentiti, Spirali, 1999.
- Processo al Capomandamento, 2003.
- Tra corvi e pentiti, Koiné, 2005.
- La fabbrica degli errori, Koiné, 2005.
- 'sta povera giustizzia, Rubbettino, 2008.
- Il partito dei magistrati, Bonfirraro Editore, ISBN 978-88-6272-036-6.
- Ritorno a Tolfa, Bonfirraro Editore, ISBN 978-88-6272-062-5.